# Torre-Pedro

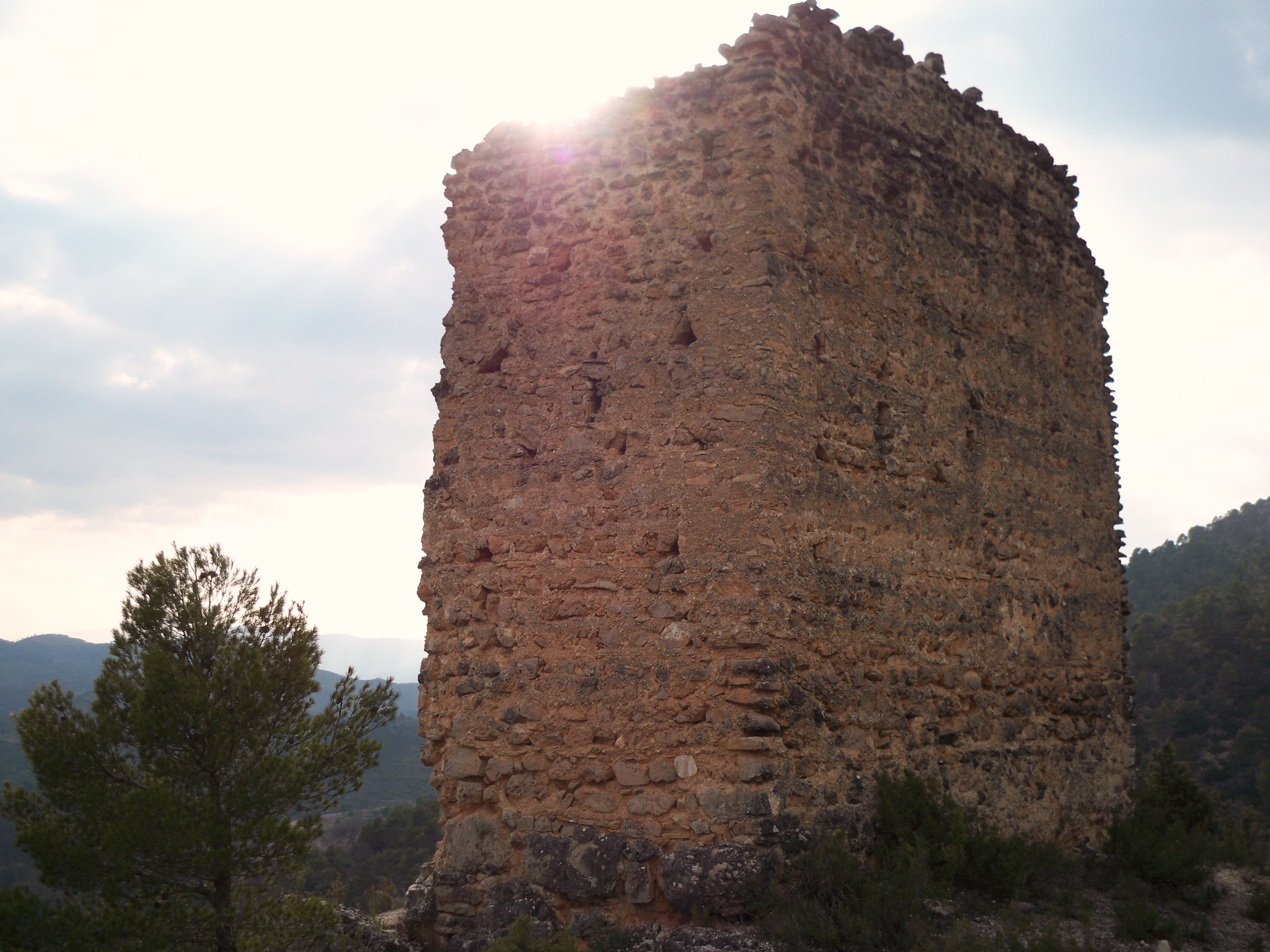
Atalaya de Torre - Pedro.

Torre - Pedro es una localidad del municipio de Molinicos (Albacete), en las inmediaciones del Parque natural de los Calares del Río Mundo y de la Sima, dentro de la comarca de la Sierra del Segura, y de la comunidad autónoma de Castilla-La Mancha. Se sitúa a 980 metros sobre el nivel del mar, y a 7 km de la cabecera del municipio a través de la carretera provincial AB-9 ( CM-412  – Molinicos - Los Collados).

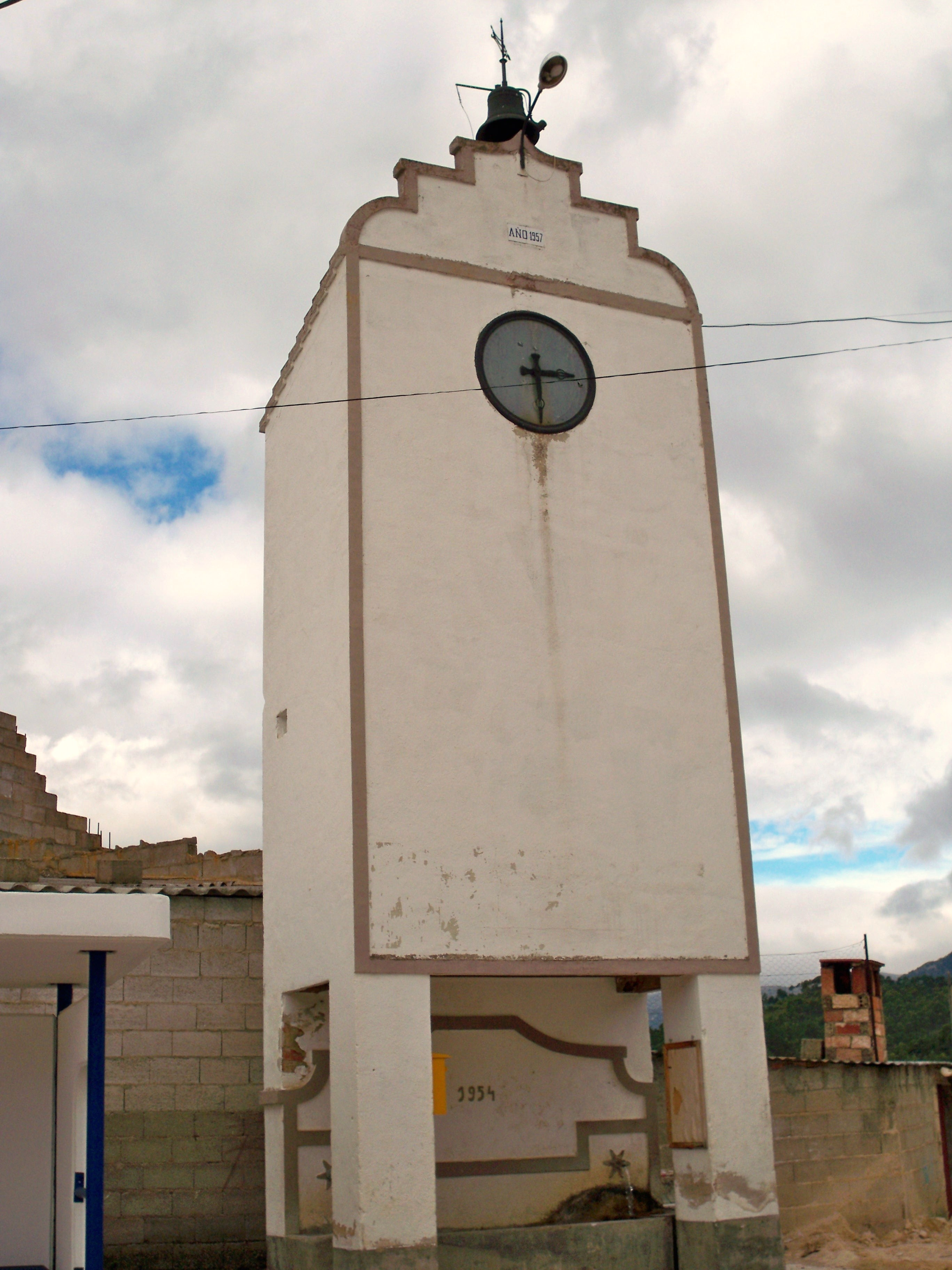
Reloj de Torre - Pedro.

## Situación geográfica
Torre Pedro está rodeada por grandes pendientes, sobre todo en la parte este y oeste, dentro de la población las pendientes aumentan conforme nos movemos de sur a norte, aunque sin grandes pendientes en lo que al viario se refiere.
La localidad se encuentra situada en una pequeña planicie del valle que se cierra formando una impresionante garganta. El casco urbano se sitúa al pie de la escarpada ladera de un cerro situado al este de la población, en una zona de escasa pendiente. La forma alargada del núcleo está condicionada por las dos vías principales, de dirección este - oeste, que convergen en la zona central de la población, ensanchándose y generando una plazuela en donde encontramos un impresionante reloj que data de mediados de 1954, y en cuya parte baja se encuentra una fuente. Hay algunas calles de trazado recto, lo que da lugar a manzanas (siempre colmatadas por la edificación).
La población cuenta en cuanto a infraestructuras, con una pista polideportiva y un centro social que se emplea también como consultorio médico.

## Historia
Torre-Pedro es una de las localidades más antiguas del municipio de Molinicos y daba nombre a una de las ricas dehesas del Alfoz de Alcaraz.
Los restos una torre de vigilancia, primer origen de la población, y que data de mediados del siglo XII, se encuentran situados sobre una roca en una montaña próxima, y forma hoy en día parte de la “ruta de las atalayas”, es la conocida como Atalaya de Torre - Pedro.
En las proximidades de Torre – Pedro se encuentra un pequeño valle ligado al cortijo de Casablanca, y que se adentra en el valle formado por el arroyo de los Collados, ya en las proximidades de la localidad a la que da nombre: Los Collados.

## Fiestas patronales
Torre - Pedro celebra la fiesta de la Cruz durante el mes de mayo. Tras la celebración de una misa, y de la procesión por las calles de la localidad, se subastan los rollos de caridad, elaborados para tal efecto, y se ameniza la velada con una verbena popular.

## Dichos de la localidad[1]
- “Las mozas de Torre - Pedro sienten la hierba nacer, y las de Los Collados la pisan y no la ven”.